# Lootpack
Die Hip-Hop-Gruppe Lootpack aus Oxnard, Californien besteht aus den Künstlern Wildchild, Madlib und DJ Romes.
Die erste eigene Veröffentlichung der Gruppe war die Psyche Move EP 12" bei Crate Diggas Palace Records. Durch den Erfolg der Platte wurden sie von Peanut Butter Wolf entdeckt, welcher sie bei seinem Label Stones Throw Records unter Vertrag nahm.

## Diskografie

### CD/LP
- 1999 Soundpieces: Da Antidote
- 2004 The Lost Tapes

### EP
- Psyche Move EP 12"
- 1998 The Anthem EP 12"

### Single
- 1999 Whenimondamic 12"
- 2000 Weededed 12"
- 2002 On Point b/w Questions Remix 7"

### VHS
- 2001 Da Packumentary